# Лего Бетмен филм
Лего Бетмен филм (енгл. The Lego Batman Movie) је амерички компјутерски-анимирани филм из 2017. године, студија Ворнер брадерс за који режију потписује Крис Мекеј. Гласове позајмљују Вил Арнет, Зак Галифанакис, Мајкл Сера, Росарио Досон и Рејф Фајнс.

## Радња
Брус Вејн мора да изађе на крај са уобичајеним криминалцима и који планирају да завладају Готамом, истовремено откривајући да је случајно усвојио тинејџера (Дик Грејсон), који је постао Робин.

## Улоге
| Глумац             | Улога                       |
| ------------------ | --------------------------- |
| Вил Арнет          | Брус Вејн / Бетмен          |
| Зак Галифанакис    | Џокер                       |
| Мајкл Сера         | Дик Грејсон / Робин         |
| Росарио Досон      | Барбара Гордон / Бетдевојка |
| Рејф Фајнс         | Алфред Пениворт             |
| Џени Слејт         | Харли Квин                  |
| Хектор Елизондо    | Џејмс Гордон                |
| Сири / Сузан Бенет | Беткомпјутер                |
| Мараја Кери        | градоначелница Мекаскил     |
| Зои Кравиц         | Жена-мачка                  |
| Еди Изард          | Волдемор                    |
| Сет Грин           | Кинг Конг                   |
| Џемејн Клемен      | Саурон                      |
| Били Ди Вилијамс   | Дволични                    |
| Ченинг Тејтум      | Супермен                    |